# Relations interdites dans le judaïsme
 (février 2017).
Si vous disposez d'ouvrages ou d'articles de référence ou si vous connaissez des sites web de qualité traitant du thème abordé ici, merci de compléter l'article en donnant les références utiles à sa vérifiabilité et en les liant à la section « Notes et références ».
Les relations sexuelles interdites dans le judaïsme (hébreu : איסורי ביאה issourei biya) sont au nombre de 24 dans la Bible, outre les prohibitions rabbiniques. 
Les plus graves d’entre elles, appelées issourei ʿarayot (hébreu : איסורי עריות), comprennent outre les diverses formes d’inceste, les unions avec les conjoints des proches et les proches des conjoints (les rabbins ont étendu l’interdiction de s’unir à un proche à la génération suivante — les aïeux, la bru du fils etc.), ainsi que les relations adultérines, homosexuelles et zoophiles — ces unions comptent parmi les fautes les plus graves du judaïsme, aux côtés du meurtre et de l’idolâtrie, au point que les rabbins prescrivent de mourir plutôt que transgresser si l’on était placé devant un tel choix. Les rapports incestueux volontaires sont en outre passibles de karet ou de mise à mort par le tribunal ; une telle union, si elle était consacrée par le mariage, serait par ailleurs considérée comme nulle et non avenue, et les enfants nés de tels rapports seraient des mamzerim (« bâtards »), avec lesquels il est interdit de se marier pendant dix générations. 
Les autres relations interdites comprennent l’interdiction d’alliances matrimoniales avec certaines ethnies sur quelques générations ou à jamais, les restrictions ressortant des lois de pureté familiale comme l’interdiction pour un homme marié d’approcher son épouse lors de ses menstrues ou après son accouchement, ainsi que les contingences liées à la pureté rituelle, interdisant aux prêtres les veuves, les prosélytes ou les divorcées, sous peine de perdre leur sainteté nécessaire au culte divin. Enfin, le judaïsme éxècre les « rapports de prostitution » avec une femme non mariée, indépendamment du statut marital. Cependant, ces rapports ne sont passibles que de flagellation mais non par les autres peines et ne nécessitent pas, s’ils ont été involontaires, d’offrande expiatoire.